# María Olech
María Olech, también conocida como María Ágata Olech, nació en 1941 y es una investigadora  antártica polaca, conocida por su trabajo sobre liquenología y micología de la Antártida y el Ártico. Olech was base leader for the Henryk Arctowski Polish Antarctic Station Olech fue la líder de la base de la  Estación Antártica Polaca Henryk Arctowski y las colinas de Olech, situadas en el área de las Tres Hermanas de la Antártida, fueron nombradas de este modo en su memoria.

## Primeros años y educación
Olech nació en Nowy Sącz (sur de Polonia) en 1941.  Completó su maestría en biología en 1963 en el Departamento de Biología y Ciencias de la Tierra, Universidad Jagellónica, en Cracovia, Polonia.  Luego completó un doctorado en liquenología en 1968 en el Instituto de Botánica de la Universidad Jagellónica. El título de su tesis fue Stosunki lichenologiczne Beskidu Sądeckiego (Cárpatos occidentales).

## Carrera e impacto
Olech ha trabajado extensivamente en la taxonomía, biodiversidad, ecología, biogeografía y adaptaciones de hongos liquenizados y liquenólicos en montañas y regiones polares. También ha trabajado en metales pesados y radioisótopos contaminantes del medio ambiente antártico y otros impactos humanos en los ecosistemas antárticos terrestres. Ha descrito alrededor de 100 algas, líquenes, hongos, hongos liquénicos nuevos para la ciencia.
Olech fue asistente de investigación en el Instituto de Botánica de la Universidad Jagellónica (1968-1971) donde organizó el laboratorio y el herbario de líquenes. Más adelante fue nombrada profesora asistente en el Instituto de Botánica de la Universidad Jagellónica (1971-1986) y fue promovida a Profesora asociada (1986-1992) en el Instituto de Botánica de la Universidad Jagellónica, donde organizó el Departamento de Investigación y Documentación Polar.
Se convirtió en profesora titular de biología en la Universidad Jagellónica en 1992. También es conservadora del Herbario Criptogámico de la Universidad Jagellónica, es Presidenta del Consejo Editorial Polar Polar Research, Presidenta del Equipo de Biología y Desarrollo de Paisajes Polares en el Comité sobre la investigación polar de la Academia de Ciencias de Polonia.
Olech fue jefe de la Estación antártica polaca desde 1991-1993 y luego nuevamente desde 2005-2006.  Fue Directora del Departamento de Investigación y Documentación Polar de Zdzisław Czeppe, Universidad Jagellónica (1996-2011).  Ha participado y dirigido varias expediciones al Ártico y a la Antártida.

## Premios y distinciones
Olech se convirtió en miembro de The Explorers Club en 2001. Además, las colinas de Olech en el área de las Tres Hermanas de la Antártida fueron nombradas en su memoria. 